# Bunger-Oase
Die Bunger-Oase ist eine antarktische Oase (ein weitgehend eisfreies Gebiet) an der Knox-Küste ganz im Westen des Wilkeslandes, an der Grenze zum Queen-Mary-Land, und liegt etwa sechs Kilometer vor der Küste Ostantarktikas. Zu dieser Oase gehören die Bunger Hills sowie die Kinzhal Bay. Die ungefähre geografische Position ist 66° 16′ S, 100° 45′ O.
Mit ihrer 952 km² großen Fläche ist sie die größte der ostantarktischen Oasen und umgeben von Gletschern. Sie wird im Westen begrenzt durch das Denman/Scott-Gletschersystem, im Süden und Nordosten von kleineren Gletschern und im Südosten durch den antarktischen Eisschild. Nach Norden ist sie durch das Shackleton-Schelfeis mit einer Breite von 50 bis 70 km vom offenen Ozean getrennt. Das Gelände ist hügelig, mit einer maximalen Erhebung von 165 m über dem Meeresspiegel.
Die Oase hat ein für antarktische Verhältnisse mildes Klima; die mittlere Jahrestemperatur wurde an einer meteorologischen Station mit −11,2 °C bestimmt, mit gemessenen Extremwerten zwischen 6,9 und −49,6 °C. Über die Oase sind zahllose Tümpel und Brackwasserseen (Epischelf-Seen) verteilt.
Entdeckt wurde die Bunger-Oase im Jahr 1912 von einer australischen Expedition, die jedoch nur den westlichen Rand des Gebietes besuchte und ihre geographische Besonderheit nicht erkannte. Im Januar 1947 überflog der US-amerikanische Pilot David E. Bunger das Gebiet im Rahmen der Operation Highjump. Dabei entstanden Luftaufnahmen und er landete auf einem vereisten See. Systematische Forschungen begannen im Jahre 1956 durch sowjetische Wissenschaftler, die ihre Basis in der 350 km entfernten Station Mirny hatten. Ab dem 15. Oktober 1956 betrieb die Sowjetunion eine Sommerstation namens Oasis (Оазис) im Zentrum des Gebietes bei 66° 16′ S, 100° 45′ O, mit zwei Gebäuden für acht Menschen. Diese wurde am 23. Januar 1959 an Polen übergeben, erhielt den Namen A. B. Dobrowolski-Station und war danach nur noch wenige Wochen besetzt. Erst im Februar 1979 wurde die Station wieder kurzzeitig reaktiviert, aber eine Überwinterung 1979 scheiterte, und die Bewohner der Station musste am 17. März 1979 zur Mirny-Station evakuiert werden.
Etwa sieben Kilometer entfernt, bei 66° 15′ S, 100° 36′ O, unterhält Australien seit 1986 die Sommerstation Edgeworth David Base.